# 小作台
小作台（おざくだい）は、東京都羽村市の町名。現行行政地名は小作台一丁目から小作台五丁目。住居表示未実施区域。

## 地理
羽村市の北部に位置し、南東に栄町、南に羽加美、南西と西に羽西、北西に青梅市河辺町、北に青梅市新町と接している。

### 地価
住宅地の地価は、2025年（令和7年）1月1日の公示地価によれば、小作台5丁目20番2の地点で19万8000円/m2となっている。

## 世帯数と人口
2025年（令和7年）7月1日現在（羽村市発表）の世帯数と人口は以下の通りである。
| 丁目         | 世帯数    | 人口    |
| ------------ | --------- | ------- |
| 小作台一丁目 | 535世帯   | 884人   |
| 小作台二丁目 | 890世帯   | 1,464人 |
| 小作台三丁目 | 691世帯   | 1,340人 |
| 小作台四丁目 | 467世帯   | 888人   |
| 小作台五丁目 | 823世帯   | 1,615人 |
| 計           | 3,406世帯 | 6,191人 |

### 人口の変遷
国勢調査による人口の推移。
| 年                 | 人口  |
| ------------------ | ----- |
| 1995年（平成7年）  | 5,700 |
| 2000年（平成12年） | 5,853 |
| 2005年（平成17年） | 6,059 |
| 2010年（平成22年） | 6,008 |
| 2015年（平成27年） | 5,935 |
| 2020年（令和2年）  | 5,837 |

### 世帯数の変遷
国勢調査による世帯数の推移。
| 年                 | 世帯数 |
| ------------------ | ------ |
| 1995年（平成7年）  | 2,359  |
| 2000年（平成12年） | 2,484  |
| 2005年（平成17年） | 2,666  |
| 2010年（平成22年） | 2,661  |
| 2015年（平成27年） | 2,808  |
| 2020年（令和2年）  | 2,918  |

## 学区
市立小・中学校に通う場合、学区は以下の通りとなる（2012年6月時点）。
- 区域 : 一丁目〜五丁目 各全域
  - 小学校 : 羽村市立小作台小学校
  - 中学校 : 羽村市立羽村第一中学校

## 交通

### 鉄道
- 東日本旅客鉄道（JR東日本）
  - 青梅線
    -  小作駅

### 道路
- 東京都道29号立川青梅線
- 東京都道181号藤橋小作線
- 東京都道249号福生青梅線

## 事業所
2021年（令和3年）現在の経済センサス調査による事業所数と従業員数は以下の通りである。
| 丁目         | 事業所数  | 従業員数 |
| ------------ | --------- | -------- |
| 小作台一丁目 | 146事業所 | 1,031人  |
| 小作台二丁目 | 53事業所  | 632人    |
| 小作台三丁目 | 40事業所  | 198人    |
| 小作台四丁目 | 16事業所  | 179人    |
| 小作台五丁目 | 75事業所  | 407人    |
| 計           | 330事業所 | 2,447人  |

### 事業者数の変遷
経済センサスによる事業所数の推移。
| 年                 | 事業者数 |
| ------------------ | -------- |
| 2016年（平成28年） | 391      |
| 2021年（令和3年）  | 330      |

### 従業員数の変遷
経済センサスによる従業員数の推移。
| 年                 | 従業員数 |
| ------------------ | -------- |
| 2016年（平成28年） | 2,815    |
| 2021年（令和3年）  | 2,447    |

## 施設
- 羽村市立小作台小学校
- 東京都水道局小作浄水場

## その他

### 日本郵便
- 郵便番号 : 205-0001[3]（集配局 : 羽村郵便局[16]）。